# Jim Mapp
Pour les articles homonymes, voir Mapp.
Jim Mapp est un acteur américain né le 20 août 1924 à Jonesboro, Géorgie (États-Unis), décédé le 16 novembre 2005 à Pomona (Californie).

## Filmographie
- 1973 : Trick Baby : Doc Harris
- 1985 : Enemy (Enemy Mine) : Old Drac
- 1987 : Kandyland : Leon
- 1989 : Voyageurs sans permis (Homer and Eddie) : Harmonica Player
- 1990 : Secret Agent OO Soul de Julius LeFlore : Mr. Powers
- 1991 : Chienne de vie (Life Stinks) : Blind Man
- 1994 : Speed : Addtional Bus Passenger #1
- 1998 : No More Baths : Jake
- 1998 : Danse passion (Dance with Me) : Fisherman on Pier